# Contea di Jackson (Florida)
La contea di Jackson (in inglese Jackson County) è una contea della Florida, negli Stati Uniti. Il suo capoluogo amministrativo è Marianna.

## Geografia fisica
La contea ha un'area di 2472 km² di cui il 4,08% è coperta d'acqua. Confina con:
- Contea di Seminole - est
- Contea di Gadsden - sud-est
- Contea di Liberty - sud-est
- Contea di Calhoun - sud
- Contea di Washington - sud-ovest
- Contea di Bay - sud-ovest
- Contea di Holmes - ovest
- Contea di Geneva - nord-ovest
- Contea di Houston - nord-ovest

## Storia
La Contea di Jackson fu creata nel 1822 e venne nominata così per Andrew Jackson, generale nella guerra del 1812, primo governatore territoriale della Florida, e settimo presidente degli USA. La contea venne creata in contemporanea con la Contea di Duval ed in quel tempo occupava una vasta area che andava dal fiume Choctawhatchee a ovest fino al fiume Suwannee a est.

## Città principali
City
- Marianna
- Graceville
- Jacob City

Town
- Alford
- Bascom
- Campbellton
- Cottondale
- Grand Ridge
- Greenwood
- Malone
- Sneads

## Politica
| Anno | Repubblicani | Democratici | Altri |
| ---- | ------------ | ----------- | ----- |
| 2004 | 61,2%        | 38,1%       | 0,7%  |
| 2000 | 56,1%        | 42,1%       | 1,8%  |
| 1996 | 46,3%        | 43%         | 10,7% |
| 1992 | 45,8%        | 37,4%       | 16,8% |
| 1988 | 62,2%        | 37,1%       | 0,7%  |